# نورکا لاتامبلت
نورکا لاتامبلت (انگلیسی: Norka Latamblet؛ زادهٔ ۲۵ اوت ۱۹۶۲) بازیکن والیبال اهل کوبا بود.
وی در مسابقات کشوری و بین‌المللی در مجموع برندهٔ ۱ مدال طلا شده‌است.